# Минер (лунный кратер)
Кратер Минер (лат. Mineur) — большой древний ударный кратер в северном полушарии обратной стороны Луны. Название присвоено в честь французского астронома и математика Анри Минёра (1899—1954) и утверждено Международным астрономическим союзом в 1970 г. Образование кратера относится к донектарскому периоду.

## Описание кратера

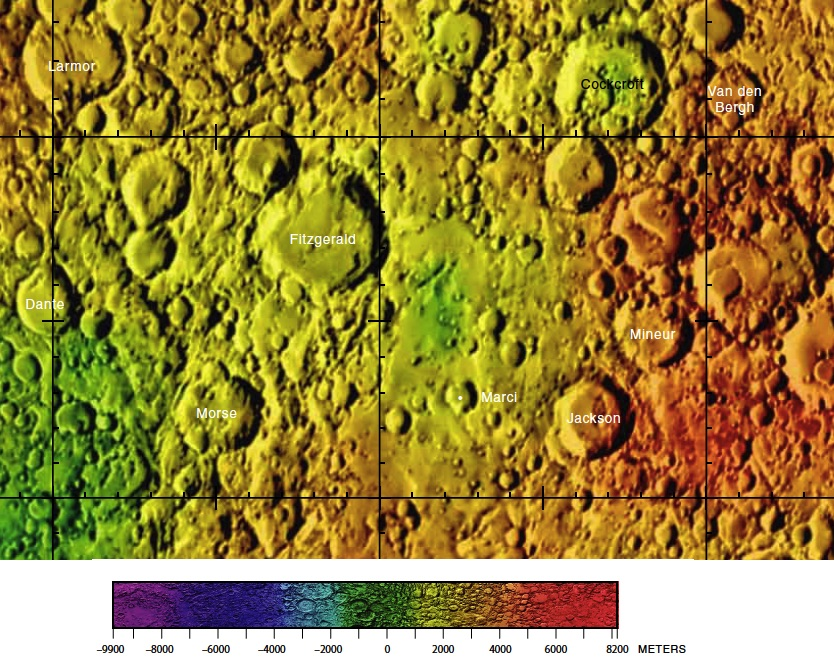
Окрестности кратера Минер. Фрагмент карты обратной стороны Луны.

Ближайшими соседями кратера Минер являются кратер Фицджеральд на западе-северо-западе; кратеры Кокрофт и Ван ден Берг на севере; кратер Ингалс на востоке; кратер Джексон на юге-юго-западе и кратер Марци на западе-юго-западе. Селенографические координаты центра кратера 24°40′ с. ш. 161°44′ з. д. / 24,67° с. ш. 161,73° з. д., диаметр 72,3 км, глубина 2,8 км.
Кратер Минер имеет циркулярную форму и значительно разрушен. Вал сглажен, северная часть вала полностью разрушена группой небольших кратеров. высота вала над окружающей местностью достигает 1310 м, объем кратера составляет приблизительно 4800 км³.  Дно чаши относительно ровное, в восточной части отмечено скоплением мелких кратеров, пересечено светлыми лучами от кратера Джексон.

## Сателлитные кратеры

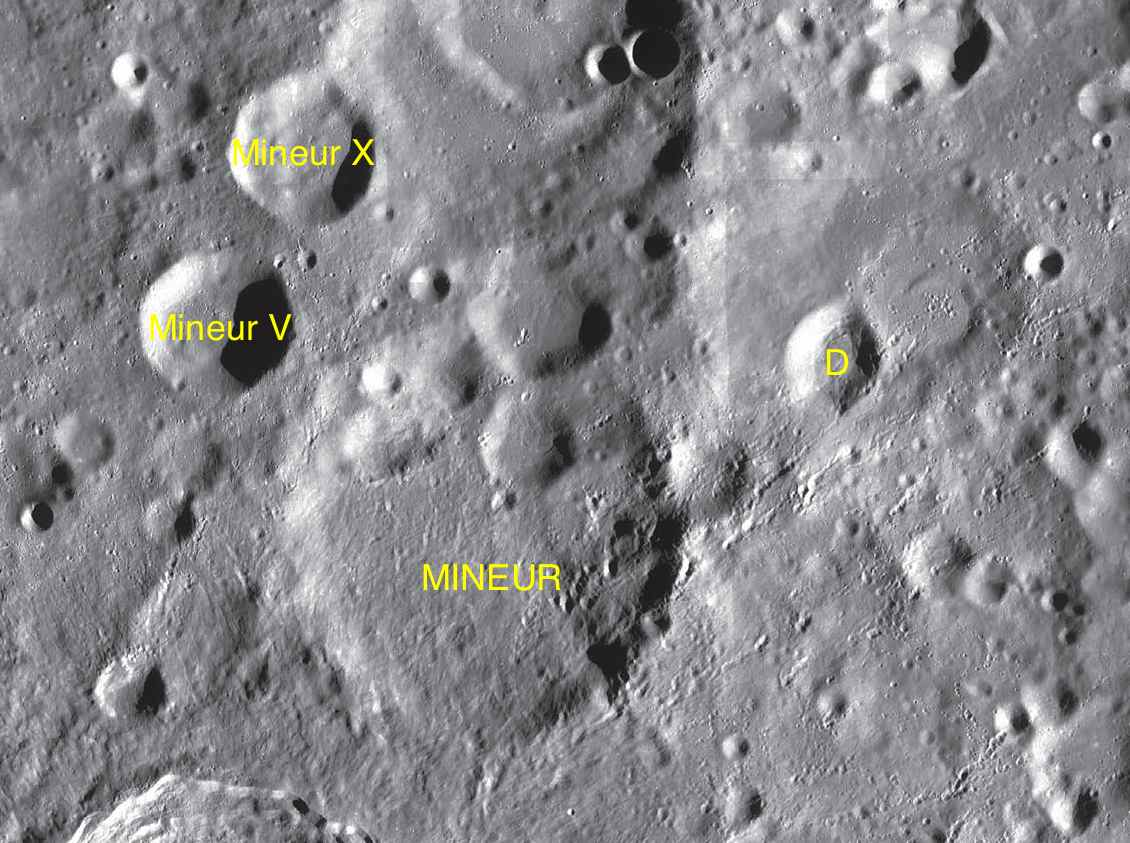
Фрагмент карты LAC-51.

| Минер | Координаты                                              | Диаметр, км |
| ----- | ------------------------------------------------------- | ----------- |
| D     | 25°39′ с. ш. 159°32′ з. д. / 25,65° с. ш. 159,53° з. д. | 16,8        |
| V     | 25°48′ с. ш. 163°23′ з. д. / 25,8° с. ш. 163,39° з. д.  | 26,7        |
| X     | 25°53′ с. ш. 162°52′ з. д. / 25,89° с. ш. 162,86° з. д. | 25,9        |

## См.также
- Список кратеров на Луне
- Лунный кратер
- Морфологический каталог кратеров Луны
- Планетная номенклатура
- Селенография
- Минералогия Луны
- Геология Луны
- Поздняя тяжёлая бомбардировка